# 제임스 E. 윌
제임스 윌(James E. Will, 1928년 - 2016년 9월 10일)은 게렛 신학교의 조직신학 교수였다. 1928년 팔레스타인에서 태어나서 시카코에서 자랐다. 1941년 미국 캐나다 신학생 설교대회에서 우승하여 설교자로 명성을 얻었다. 평화주의의 리더였으며 인종차별주의를 반대하였다. 전 부인이 시카코 그린뷰 연합감리교회의 정화영 목사이며, 그는 2016년 교통사고로 소천하였다. 1959년부터 일리노이주 네퍼빌에 있는 Evangelical Theological Seminary(1873-1973)에서 철학 신학 교수로 재직했고 1973년 이후 새로 합병 된 Garrett-Evangelical Theological Seminary에서 조직신학 교수로 재직했다. 1998년 은퇴하여 명예교수를 하였다. 정의와 평화가 어떻게 공존할 수 있는지를 그리스도의 전 생애를 통하여 알려주는 저서 <평화의 그리스도> (A Christology of Peace)를 비롯한 여러 책의 저자이다. 한국의 윤철호박사가 그의 제자이다.

## 학력
- North Central College, B.A.
- Evangelical Theological Seminary, M.Div.
- Columbia University, Ph.D.

## 저서
- Must Walls Divide? (1981)
- Moral Rejection of Nuclear Deterrence (1985)
- A Christology of Peace (1989)
- The Universal God: Justice, Love, and peace in the Global Village (1994)
- Review of a Contemporary Theology for Ecumenical Peace (2014)

## 같이 보기
- 윤철호
- 게렛 신학교